# Baeonotus microps
Baeonotus microps är en tvåvingeart som beskrevs av George W. Byers 1969. Baeonotus microps ingår i släktet Baeonotus och familjen gallmyggor.
Artens utbredningsområde är Virginia. Inga underarter finns listade i Catalogue of Life.